# Don Brewer
Don Brewer (Flint, Michigan, 3 de setembro de 1948) é o baterista e um dos vocalistas da banda de rock norte-americana Grand Funk Railroad.